# Собор Пресвятой Троицы (Дрогобыч)
Собор Пресвятой Троицы (укр. Собор Пресвятої Трійці) — собор Самборско-Дрогобычской епархии Украинской греко-католической церкви в городе Дрогобыч, в Львовской области Украины.
Величественный каменный храм с комплексом церковных зданий расположен в центре города на Трускавецкой улице, недалеко от ратуши. Историко-архитектурный памятник местного значения Львовской области.

## История
Деревянная церковь Пресвятой Троицы в Дрогобыче была построена в 1555 году, недалеко от ныне существующего храма.
Современную церковь построили в 1690 году. Вначале она была приходским храмом Римско-католической церкви. Позднее близ церкви был построен монастырь кармелитов.
В 1795 году император Иосиф II Австрийский секуляризировал этот монастырь, передав его имущество государству.
В 1808 году греко-католическая община города Дрогобыча выкупила у австрийского правительства храм и здания бывшего монастыря под греко-католическую церковь и школу.
Впоследствии оба учреждения были доверены заботам василиан, оставаясь при этом собственностью города.
Храм реставрировался в 1894—1895 годах. Иконостас в 1909 году был создан талантливым местным художником Модестом Даниловичем Сосенко.
После вхождения этой территории в состав УССР в 40-х годах XX века греко-католическое духовенство храма было репрессировано.
В 90-х годах XX века, после восстановления Украинской греко-католической церкви на Украине и создания 12 июля 1993 года Самборско-Дрогобычской епархии, церковь Пресвятой Троицы в Дрогобыче получила статус кафедрального собора.